# Michael Gebühr
Michael Otto Gebühr (* 26. August 1942 in Berlin; † 7. Juli 2021) war ein deutscher Prähistoriker und Kinderdarsteller.

## Leben
Die Eltern Michael Gebührs waren der Schauspieler Otto Gebühr und Doris Krüger-Gebühr aus zweiter Ehe. Michael Gebühr wurde 1948 in Berlin eingeschult und besuchte ab 1954 das Internat Arndt-Gymnasium Dahlem. Während seiner Schulzeit wirkte er in vier Spielfilmen mit, darunter 1954 an Der schweigende Engel und als vorlaut-kesser Piccolo an der Seite von Hans Albers in Der letzte Mann. Er sprach auch bei einigen Filmsynchronisationen, er lieh etwa Brandon De Wilde im Westernklassiker Mein großer Freund Shane seine Stimme.
Nach seinem Abitur 1961 folgten Studien der Germanistik, Psychologie, Philosophie, Volkskunde, Ur- und Frühgeschichte sowie Publizistik an der Freien Universität Berlin. Von 1966 bis 1971 folgten Studien der Ur- und Frühgeschichte, Skandinavischen Philologie, Volkskunde, Anthropologie an der Georg-August-Universität Göttingen sowie eine Mitarbeit am Förstemann (Altdeutsches Namenbuch). Gebühr promovierte 1971 bei Herbert Jankuhn in den Fächern Ur- und Frühgeschichte, Skandinavistik und Volkskunde. Von 1972 bis 1976 folgten Assistenz-, Forschungs- und Lehrtätigkeiten am Institut für Ur- und Frühgeschichte der Freien Universität Berlin sowie EDV-Forschungen. Im Jahr 1976 wechselte Gebühr als wissenschaftlicher Mitarbeiter an das Archäologische Landesmuseum der Stiftung Schleswig-Holsteinische Landesmuseen in Schleswig. Dort veröffentlichte er zahlreiche Fachartikel und leitete große Forschungsprojekte. 1986 habilitierte er sich und war fortan Privatdozent am Archäologischen Institut der Universität Hamburg. Im August 2007 trat Gebühr in den Ruhestand.
Michael Gebühr war verheiratet und Vater zweier Töchter und eines Sohnes.

## Forschungsschwerpunkte
- Sozialgeschichte der Eisenzeit, besonders der römischen Kaiserzeit in Nordwest-Europa und Skandinavien
- Die Angelsächsische Wanderung
- Moorleichen von Windeby (Moorleiche von Windeby I, Mann von Windeby)
- Kampfspuren an Waffen aus Kriegsbeuteopfern
- Rezeptionsforschung

## Ehrungen
Für seine Arbeiten an vielen Ausstellungen, der Mitwirkung in vielen Fernsehsendungen und der Herausgabe von fünf Ausstellungskatalogen erhielt er 2005 den Medienpreis des Landes Schleswig-Holstein.

## Publikationen (Auswahl)
- Der Trachtschmuck der älteren römischen Kaiserzeit im Gebiet zwischen unterer Elbe und Oder und auf den westlichen dänischen Inseln. Brandenburg, Mecklenburg, Fünen, Langeland, Lolland (= Göttinger Schriften zur Vor- und Frühgeschichte. 18). Wachholtz, Neumünster 1976, ISBN 3-529-01518-0 (Zugleich: Göttingen, Universität, Dissertation, 1971).
- mit Karl W. Struve: Nydamhalle. Text der Tonführung (= Schleswig-Holsteinisches Landesmuseum für Vor- und Frühgeschichte. Wegweiser durch die Sammlung. 11). Wachholtz, Neumünster 1982, ISBN 3-529-01611-0.
- Nydam und Thorsberg, Opferplätze der Eisenzeit. Verein zur Förderung des Archäologischen Landesmuseums e. V., Schleswig 2000.
- Moorleichen in Schleswig-Holstein. Verein zur Förderung des Archäologischen Landesmuseums e. V., Schleswig 2002.

## Filmografie (Auswahl)
- 1955: Der dunkle Stern
- 1955: Der letzte Mann
- 1956: Ein Herz schlägt für Erika